# Rudolf Schlechter
Friedrich Richard Rudolf Schlechter (Berlín, 16 de octubre de 1872 - 15 de noviembre de 1925) fue un botánico y taxónomo alemán, autor de varios trabajos sobre orquídeas.

## Biografía
En 1891, llegó a Ciudad del Cabo en Sudáfrica empezando una campaña de recolección de especímenes sobre todo de orquídeas. Entre 1893 y 1897 recolectó en otras zonas de Sudáfrica, describiendo numerosas nuevas especies. Entre 1897 y 1898 recolectó en Mozambique. 
Después exploró otras partes del mundo, como Madagascar, Islas Mascareñas, Indonesia, Nueva Guinea, Suramérica, Centroamérica y Australia. Hizo importantes aportes al estudio de la Flora y sobre todo de la orquideología de los países que fue visitando.
Su inmensa colección de plantas (herbario), fue destruida durante el bombardeo de Berlín en 1945.

Los géneros de orquídeas que describió, estableció o revisó son: 
- Disperideae 1898
- Holothrix 1898-1899
- Disa 1901
- Platystele 1910
- Ascocentrum 1913
- Domingoa 1913
- Neocogniauxia 1913
- Cyrtorchis 1914
- Diaphananthe 1914
- Euanthe 1914
- Jumellea 1914
- Tridactyle 1914
- Oeoniella 1915
- Rossioglossum 1916
- Acineta, revisión 1918
- Angraecum 1918
- Barbosiella 1918
- Bolusiella 1918
- Chamaeangis 1918
- Symphyglossum 1919
- Jacquiniella 1920
- Porroglossum 1920
- Schizochilus 1921
- Brachycorythis 1921
- Otoglossum 1924
- Neobathiea, revisión 1925
- Sobennikoffia 1925
- Sophronitella 1925

También hizo una revisión entera de la familia Orchidaceae que fue publicada en 1926, después de su muerte.

## Obra
- "Die Orchidaceen von deutsch Neu Guinea". Feddes Repert. 1911
- "Die Orchideen". Ed. P. Paray, Berlín 1914
- "Orchideen, ihre beschreibung, kultur und züchtung; handbuch für orchideenliebhaber, züchter und botaniker", 1915
- "Versuch einer natürlichen Neuordnung der afrikanschen angraekoiden Orchidaceen", Beih. Bot. Centralbl. 1918
- "Orchideologiae Sino-Japonicae prodromus. Eine kritische besprechung der orchideen Ost-Asiens", 1919
- "Orchideenfloren träge der südamerikanischen kordillerenstaaten". 1919
- "The Orchidaceae Of German New Guinea". 1919
- Die Orchideenflora der südamerikanischen Kordillerenstaaten (con Rudolf Mansfeld) 1919–1929
- Beitrage zur Orchideenkunde von Zentralamerika II. Additamenta ad Orchideologiam Costaricesem. Fedde’s Repertorium Beihefte 19: 1-307 1923
- Beitrage zur Orchideenkunde von Colombia. Fedde's Repertorium Beihefte 27: 1-183. 1924
- Orchidaceae Perrierianae. Ein Beitrage zur Orchideenkunde der Insel Madagaskar. Fedde’s Repertorium Beihefte 33: 1-391. 1925
- Die Orchideenflora von Rio Grande do Sul. Fedde’s Repertorium Beihefte 35: 1-108 1925
- Monographie der Gattungen Masdevallia Ruiz et Pavon, Pseudoctomeria Kraenzl. Fedde's Repertorium 34: 1-240. 1925
- Beitrage zur Orchideenkunde von Zentralamerika I. Orchidaceae Powellianae Panamenses. Fedde's Repertorium Beihefte 17: 1-95. 1926
- Monographie und Iconographie der Orchideen Europas und des Mittelmeergebietes (con G. Keller) 1925–1943
- Blütenanalysen neuer Orchideen, ed. R. Mansfeld, 1930–1934

## Epónimos
Géneros
- Schlechteranthus Schwantes, Schlechterella K.Schum. de la familia de Asclepiadoideae
- Schlechteria Bolus ex Schltr. de la Familia de Brassicaceae
- Schlechterina Harms, Schlechterosciadium H.Wolff de la familia de Passifloraceae